# 门隅十大功劳
门隅十大功劳（学名：Mahonia monyulensis）是小檗科十大功劳属的植物，是中国的特有植物。分布在中国西藏東南部，生长于海拔2,300米的地区，多生于河岸，目前尚未由人工引种栽培。